# Livewire
Livewire, il cui vero nome è Leslie Willis, è un personaggio immaginario della DC Comics. È stata originariamente creata per la serie animata Superman, mentre nei fumetti la sua prima apparizione avvenne nel numero 835 di Action Comics.

## Biografia
Leslie Willis era una DJ di una Radio Rock di Metropolis, famosa per le numerose critiche che rivolgeva contro l'eroe della città, Superman (tra i suoi fan c'era Lex Luthor). L'evento che cambiò la sua vita avvenne durante la sera di un suo concerto rock in onore della sua carriera. Sebbene nel mentre stesse infuriando una violentissima tempesta, Leslie rifiutò i suggerimenti della polizia e dello stesso Superman, intervenuto per salvare la situazione, di interrompere il concerto per salvaguardare l'incolumità delle persone presenti, ma presto dei fulmini iniziarono a colpire il palco e uno di essi, attraverso il contatto della struttura metallica del palco stesso, colpì Superman e Leslie, generando così una violentissima scarica elettrica che unita al contatto con Superman le mutò il corpo. Leslie si ritrovò con la pelle sbiancata e i capelli azzurriti come un fantasma ma in compenso scoprì di avere ottenuto numerosi poteri, fra cui la capacità di controllare l'elettricità e il magnetismo e di trasformarsi in energia elettrica pura. Inoltre il contatto con Superman le aveva donato parte della forza del supereroe e della sua agilità. Forte di queste sue nuove abilità, Leslie (ora ribattezzatasi col nome di "Livewire") scappò dall'ospedale in cui era ricoverata e prese il controllo di tutti i telefoni, i televisori, i cartelloni pubblicitari e i mezzi di comunicazione della città. Tuttavia quando Leslie, uscita dalla rete elettrica cittadina per nutrirsi (naturalmente di energia elettrica di una centrale della città), affrontò nuovamente Superman, quest'ultimo riuscì a sconfiggerla facendo in modo che venisse in contatto con l'acqua, mandandola in cortocircuito. Successivamente Livewire fu trasferita nel carcere dell'isola di Stryker, luogo noto per ospitare tutti i nemici più pericolosi dell'Uomo d'Acciaio. Leslie ricomparve nell'episodio "Cortocircuito" in cui grazie all'aiuto di un I-pod per ricaricarsi e un inserviente abbastanza stupido da avvicinarsi alla sua cella con un congegno elettrico, evase e cercò di confrontarsi nuovamente con Superman solo per accorgersi tuttavia che se voleva davvero sconfiggerlo non poteva farlo da sola. Raggiunto di nascosto la cella del Parassita, Leslie gli propose un patto: lei lo avrebbe fatto uscire di prigione e in cambio lui si sarebbe unito a lei in una specie di alleanza contro Superman: al momento dello scontro lui avrebbe dovuto assorbire quasi la totalità dei poteri e della potenza dell'Uomo d'Acciaio, lasciando a Livewire l'opportunità di dargli colpo di grazia. Quando finalmente Superman si fece avanti per affrontarli si accorsero che l'Uomo d'Acciaio si era schermato con un rivestimento plastiliceo che lo impermeabilizzava sia dalla capacità succhiapoteri del Parassita che dall'energia elettrica di Livewire. I due tuttavia riuscirono a rompere il rivestimento e il Parassita portò a compimento la propria parte del patto, assorbendo quasi tutta la potenza del kriptoniano. Quando però Livewire stava per uccidere l'uomo d'Acciaio, fu tradita da Rudi, che voleva tenerli tutti e due in vita per assorbire i loro poteri per l'eternità, e assorbì la sua scarica elettrica al gran completo, lasciandola K.O. Superman, senza poteri, riuscì a sfruttare il fatto che Rudi, assieme al potere, avesse assorbito anche le debolezze di Livewire per sconfiggerlo attivando l'impianto antincendio. I due furono successivamente riportati a Stryker. Durante una sua gita a Gotham City, fece un'altra alleanza a tre con Harley Quinn e Poison Ivy, ma fu nuovamente sconfitta dall'alleanza tra Batgirl e Supergirl, venuta da Metropolis proprio per ricatturarla (a causa dell'assenza sia di Superman che di Batman).

## Poteri e abilità
Livewire è una "elettrocineta": possiede l'abilità dell'elettrocinesi, che le conferisce il totale controllo dell'elettricità e del magnetismo. Livewire si è trasformata in pura energia, può trasformarsi in elettricità (il suo costume è costituito da aria ionizzata) e passare per i conduttori dell'elettricità. Può assorbire e generare grandi quantità di elettricità per "nutrirsi" e usarle come arma. Dimostra inoltre un'incredibile plasmabilità con il proprio corpo, modificandolo a proprio piacimento (per esempio una volta indossava una tuta con il marchio di Superman ma se lo cambiò trasformandolo in una saetta).

## Altri media
Il personaggio compare nella serie televisiva dell'Arrowverse Supergirl (2015-2021), interpretata da Brit Moran.
Il regista James Gunn, aveva pensato di inserire Livewire come protagonista del il film del DC Extended Universe The Suicide Squad - Missione suicida (2021), ma seguito scelto di scartarla.